# نوتباد2
نوتباد2 هو محرر نصوص ينتمي إلى عائلة البرمجيات الحرة والمفتوحة المصدر وهو مخصص للعمل على أنظمة ميكروسوفت ويندوز وشروط استخدامه تندرج تحت رخصة بي إس دي، تمت تطويره على يد فلوريان بالمر باستخدام مكتبة سينتيلّا البرمجية المخصصة لتطوير تطبيقات تحرير النصوص وتم إطلاقه للمستخدمين في شهر إبريل من العام 2004، وقد قام بالمر بتطوير محرره بناءً على مبادئ محرر النصوص الشهير نوتباد الذي يتم تضمينه مع جميع نسخ نظام التشغيل ميكروسوفت ويندوز وهذه المبادئ تشمل (صغر الحجم، سرعة الأداء، وقابلية الاستخدام). ونوتباد2 هو أيضاً محرر صديق للمطورين والمبرمجين حيث أنه يمكن استخدامه لكتابة الشيفرة المصدرية (الكود المصدري) لبرامج الحاسوب.

## المزايا والوظائف
يدعم نوتباد2 ميزة تعليم أو تمييز الصيغة لعدد كبير من لغات البرمجة ومنها:
- واجهة المعابر العامة ("Common Gateway Interface "CGI).
- إيه أس بي (ASP).
- لغة التجميع (Assembly).
- سي (C Programming Language).
- سي++ (C++ Programming Language).
- سي شارب أو ما يعرف بسي # (C# Programming Language).
- صفحات الطرز المتراصة أو ما يعرف ب (Cascading Style Sheets) وتختصر بالتعبير (CSS)
- أتش تي أم أل أو ما يعرف بلغة رقم النص الفائق (HTML).
- جافا (JAVA)
- جافا سكريبت (Javascript).
- فيجوال بيسك (Visual Basic).
- في بي سكريبت (VBScript)
- أنسيس (NSIS).
- باسكال (Pascal).
- بيرل (Perl).
- بي إتش بي (PHP).
- بايثون (Python).
- أس كيو أل (SQL).
- فيجيوال بيسيك (Visual Basic).
- أكس أم أل (XML).
- لغة رقم النص الفائق القابلة للتمديد (XHTML).

كما وأنه يدعم تمييز الصيغة لأنواع ملفات متعددة ومنها:
- ديف (Diff).
- ملفات اَي أن اَي (INI file).
- ملف باتش (BAT).
- ملف آي أن أف (INF).
- محرر سجل النظام (REG) أو ما يعرف أيضاً ب(Windows Registry File).

بالإضافة إلى تمييز الصيغة فإن له مزايا ووظائف أخرى تشمل:
- دعم الإزاحة التلقائية.
- دعم إظهار تطابق الأقواس.
- دعم تحويل الشيفرة النصية من وإلى ترميز (ASCII)، ترميز UTF-8، وترميز UTF-16.
- دعم تقديم وإرجاع الحالة لمرات متعددة.
- تعليم النصوص بشكل مستطيل.
- دعم تحويل رموز السطور الجديدة بين دوس، يونكس، وماكينتوش.
- دعم البحث و(البحث والإستدلال) باستخدام التعابير النمطية.

و على الرغم من تلك المزايا والخصائص التي يمتاز بها نوتباد2 إلا أن بالمر أوضح أن هناك بعض الوظائف التي لن يتم تطبيقها لأنها تتعارض مع الأهداف الأساسية لمشروعه وبالتحديد هدف إيجاد محرر نصوص بسيط وشبيه لنوتباد، وتشمل هذه الوظائف:
- دعم واجهة مستخدم متعددة الألسن.
- طي النصوص.

و من الجدير بالذكر أن دعم الإشارات المرجعية واقترانات الملفات يمكن استخدامها عن طريق بعض التعديلات على الشيفرة المصدرية.